# Марзбан
Марзбан или Марзпан  (средње персијски превод: мрзвпн, изведена из марз "граница, гранични" и суфикса-пан "чувар"; модерни персијски: مرزبان Марзбан) били су класе маркгрофова, управника маршева, и продужених војних команданата, задужених за граничне покрајине Парћанског царства (247 п. н. е.-224 н.е.) и углавном у Сасанидском царству (224-651 н.е.) на простору данашњег Ирана.

## Етимологија
Персијска реч марз изведена је из авганистанске мареза "гранични, границе"; пан / паван је сродан са авестанским староперсијским патом "заштитником". Реч је позајмљен из ново-персијског и користи се у арапском језику као مرزبان марзубан (множина مرازبة маразиба). Ал-Марзубани (المرزباني) је коришћен као нисба (породична титула) за неке иранске породице чији је предак био марзбан. Истакнути исламски научник Абу Ханифа, чије је формално име дато у исламским изворима као Ну'ман ибн Табит ибн Зута ибн Марзубан (نعمان بن ثابت بن زوطا بن مرزبان), потиче од марзбана из Кабула, одакле је његов отац дошао. Баванд (651-1349 н.е.) и Саларид (919-1062 н.е.) владари династије такође су користили марзубан у свом имену.

## Историја
Традиционална звања (пре свега васпутхан и азадан) могу се пратити од периода Ахеменидског царства (550-330. п. н. е.) али због недостатка извора чак и у Парћанском царству (247 п. н. е.-224 н.е.) не постоји одговарајућа класификација звања, у поређењу са сасанидским краљевским натписима из 3. века, када је аристократија била подељена на четири или пет чинова;
шахрдаран (краљеви, земаљски власници), васпухран (кнезови, седам великих племићких породица) ), вузурган (магнати, "сјајни" )), ниже племство азадан (феудални племићари, слободни) и кадаг-квадаи (кућепазитељ). Сасандска војна организација била је софистициранија од парћанског система који је наследила. Систем касти није био ригидан као у Индији, али су владини службеници били углавном из вузурган касте. Постоји могућност да је касни сасанидски марзбан такође настао од азадана, који су углавном били господари села (диханан), снабдевали коњицу младим јахачима (асбаран), или су били телохранитељи и снаге безбедности са насловима бандаган, ајаран или јанбазан, све што означава асоцијацију са краљем.
Титула марзбан се може датирати у доба Парћанског царства, где су се у граничним подручјима као што су Ниса (1. век пре нове ере ) налазили мрзвпн (марзбан), вероватно службеник задужен за граничне трупе и дизпти, службеник задужен за тврђаву. Неки научници сматрају да су марзбани постојали током владавине Дарија I (550-486 п. н. е.) у Ахеменидском царству. Постоје неке непоузданости у погледу повезаности између титула марзбан, спахбед, канаранг, паигосбан (Парћански птиквспн, Сасанидски паигоспан или падхоспан ) и остандар. Историјски извори замагљују разлику између марзбана и спахбена (војни генерал или војни гувернер), подразумевајући да је марзбан био војна титула стриктно ограничена на граничне прелазе и покрајине. Најмања јасна је разлика са канарангом, очигледно источно-иранском изведеником марзбана у провинцији Абаршахр у средњој Азији. Пагосбан, што значи "чувар округа", је неизвесна титула, наизглед све указује да су то били провинцијски војни команданти или гувернери, док је марзбан значио "чувара граница, покрајина. Могуће је да пагосбан није имао цивилне дужности.Остандар је био гувернер остана (покрајине или округа унутар покрајине).
Примарни извори подразумевају да је марзбан провинцијска функција која се практикује за једну или више покрајина, али нема доказа за "четвртину империје", као што је ел Масуди под насловом Шахрбараз (629 н.е.). Звање марзбана, као и већина у царској администрацији, углавном је био патримонијалан, преносио се кроз једну породицу на сваку наредну генерацију. Марзбанима на највишим положаја било је дозвољено да имају сребрни трон, док је марзбанима сретешки најважнијих покрајина, као што је покрајина Јерменије, дозвољено да имају златни трон. У војним походима обласни марзбани могли су се сматрати теренским заповедницима, док су мањи спахбеди могли да командују пољском војском .
Функција марзбана се током многих година променила, па су мање територијалне јединице постале део цивилне управе. У првим годинама главни марзбан региони били су Јерменија, Бет Арамај, Парс, Кирман, Спахан, Адурбадаган, Табаристан, Нишапур, Тус, Сакастан, Мазун, Харев, Марв и Сарахс, неколико поменутих припадало је Великом Хорасану. Неки региони су уживали значајну аутономију, док су други били војно важнији, на пример Адурбадаган који се опстао заједно са Кавказом и био је посебна војна граница.
Марзбанима је додељена административна управа над пограничним провинцијама и били су одговорни за одржавање безбедности трговачких путева, борећи се против угрожавања од стране номадских племена као што су Бедуини Арапи, Бели Хуни и Турци Огузи и држећи прву линију одбране насеља својих непријатеља као што су Римљани и Кушанско царство. Током владавине Хозроја I (531.79. н.е.) спроведене су војне реформе којима су створене четири граничне области (Кварасан, Кварваран, Немроз, Адурбадаган) за које је био задужен спахбед, који се понекад и даље ословљава као марзбан, али се генерално сматрају централним покрајинама. Такође, претходни властелински ранг дихканан је обликован у утицајну "племенитост службе" и постао је окосница сасанидске државе. Међутим, ове мере централизације проузроковале су пренос моћи на војску (диханан је постепено постао независнији од владе, док су четири велике спахбед територије квази-независна феудална добра) и довели до евентуалне дезинтеграције царства.
Сасанидске друштвене, административне и војне структуре и систем је наследила исламска цивилизација, међутим, марзбани су трајно нестали у зависности од региона, јер се број носилаца титуле у Ираку смањио и заменили су их муслиманским ратницима под називом мукатила, док су у Хорасану још увек имали посебне привилегије.Највећим делом су занмењени титулом дихканан.

## Марзбани
| Marzban                  | location                              | king    |
| ------------------------ | ------------------------------------- | ------- |
| Адармахан                | западне провинције, вероватно Нисибис |         |
| Апарвиз од Систана       | Сакастан                              |         |
| Азадбех                  | Ал-Хира                               |         |
| Bahram Chobin            | Рај                                   |         |
| Бурзин Шах               | Нишапур                               |         |
| Махое Сури               | Марв                                  |         |
| Варскен                  | Гугарк                                |         |
| Адур Гушнасп             | Јерменија                             |         |
| Чихор-Вишнасп            | Јерменија                             |         |
| Голон Михран             | Јерменија                             |         |
| Muшеg II Мамикониан      | Јерменија                             |         |
| Вахан Мамикониан         | Јерменија                             |         |
| Вард Мамикониан          | Јерменија                             |         |
| Мјеј I Гнуни             | Јерменија                             |         |
| Рахзад                   | Јерменија                             |         |
| Сахак II Багратуни       | Јерменија                             |         |
| Шахраплакан              | Јерменија                             |         |
| Шапур Михран             | Јерменија                             |         |
| Смбат IV Багратуни       | Јерменија                             |         |
| Тамхозроје               | Јерменија                             |         |
| Тан-Шапур                | Јерменија                             |         |
| Вараз Взур               | Јерменија                             |         |
| Вараздат                 | Јерменија                             |         |
| Варазтиротс II Багратуни | Јерменија                             |         |
| Васак од Сјуника         | Јерменија                             |         |
| Вех Михр Шапур           | Јерменија                             |         |
| Зармихр Хазарвут         | Јерменија                             |         |
| Михрзāд                  | Ал-Хира (Зид Арапа)                   | Шаpur I |
| Ошаг, од Хагара          | Ал-Хира (Зид Арапа)                   |         |